# 巨勢麻呂
巨勢 麻呂（こせ の まろ）は、飛鳥時代後期から奈良時代前期にかけての公卿。小徳・巨勢大海の孫で、京職大夫・巨勢紫檀の子。官位は従三位・中納言。

## 経歴
持統天皇7年（693年）直広肆に叙せられる。大宝元年（701年）の大宝令施行に伴う位階制度の制定を通じて従四位下に叙せられ、慶雲2年（705年）民部卿に任じられる。
元明朝に入ると、和銅元年（708年）3月に左大弁に任じられ、同年7月には二品・穂積親王や左大臣・石上麻呂らと共に天皇に召されて、百寮に率先して官事に努めていることを賞され、麻呂は正四位下に昇叙された。和銅2年（709年）陸奥・越後両国の蝦夷征討のため、麻呂が陸奥鎮東将軍に、佐伯石湯が征越後蝦夷将軍に任ぜられる。その後、和銅4年（711年）正四位上、和銅6年（713年）従三位、霊亀元年（715年）中納言と元明朝で順調に昇進を果たした。
元正朝の霊亀2年（716年）出羽国において官人や人民が少なく狄徒（出羽国の蝦夷）も未だ十分に従っていない一方で、土地が肥沃で田野が広大であることから、近国の人民を出羽に移住させて凶暴な狄徒を教え諭すと共に、土地の利益を確保すべき旨を建言する。これに基づき朝廷では、陸奥国の置賜・最上の2郡と、信濃・上野・越前・越後の4国の百姓それぞれ100戸を出羽国に移した。
霊亀3年（717年）1月18日薨去。最終官位は中納言従三位。

## 官歴
『六国史』による。
- 持統天皇7年（693年） 6月4日：直広肆
- 時期不詳：従四位下
- 慶雲2年（705年） 4月22日：民部卿
- 時期不詳：従四位上
- 和銅元年（708年） 3月13日：左大弁。7月15日：正四位下
- 和銅2年（709年） 3月5日：陸奥鎮東将軍
- 和銅4年（711年） 4月7日：正四位上
- 和銅6年（713年） 正月23日：従三位
- 霊亀元年（715年） 5月22日：中納言
- 霊亀3年（717年） 正月18日：薨去